# Carlos Slim
Carlos Slim Helú (n. 28 ianuarie 1940) este un om de afaceri mexican care activează în industria de telecomunicații. În prezent (februarie 2024) este al doisprezecelea cel mai bogat om din lume cu o avere estimată de revista americană Forbes la 98.5 miliarde de dolari americani.
Slim are o mare influență asupra industriei de telecomunicații din Mexic și o mare parte din America Latină, de asemenea. El controlează companiile Teléfonos de México (Telmex), Telcel și América Móvil.
Deși menține o implicare activă în companiile sale, cei trei fii ai săi, Carlos Slim Domit, Slim Marco Antonio Domit și Patrick Slim Domit conduc afacerile curente.
În anul 2011, a înființat muzeul Soumaya, în Mexico City, numit astfel după fosta lui soție.
Costurile construirii muzeului s-au ridicat la 34 de milioane de dolari.
În iulie 2014, Slim s-a pronunțat pentru o modificare radicală a programului de muncă.
În locul unei retrageri sau pensionări la 50 sau 60 de ani, oamenii ar trebui să aibă de lucru până la 70, poate 75 de ani, dar programul de lucru ar trebui redus la trei zile pe săptămână; ziua de muncă ar trebui să aibă, conform acestuia, 11 ore.